# История Токелау
Токелау — острова в 500 км к северу от Самоа — были первоначально заселены полинезийцами с соседних групп островов. 
В 1889 году острова приняли протекторат Великобритании.
С 1916 году они вошли в состав британской колонии Острова Гилберта и Эллис.
В 1925 году острова переданы под управление Новой Зеландии.
В настоящее время Токелау является владением Новой Зеландии, управляемым на основе Акта Токелау (1948), с поправками, внесёнными в период 1963—1999 годов. Согласно этому документу, Новая Зеландия обеспечивает оборону островов.
С 2002 года власти Токелау совместно с комитетом ООН по деколонизации и властями Новой Зеландии разрабатывали план по созданию независимого государства на основе договора о сотрудничестве с Новой Зеландией. Парламент Токелау проголосовал за независимость, тогда как парламент Новой Зеландии и ООН отложили принятие решения по этому вопросу до проведения референдума среди населения островов.
Предложение о самоопределении Токелау в форме свободной ассоциации с Новой Зеландией было вынесено на референдум 11 февраля 2006 года, который прошёл под наблюдением ООН. По условиям референдума, для выбора в пользу свободной ассоциации необходимо было получить 66 % голосов (615 человек), однако за такое решение высказалось лишь 60 % проголосовавших. Второй референдум, прошедший с 20 по 24 октября 2007 года в присутствии наблюдателей ООН, вопреки ожиданиям почти стопроцентного результата, дал только 64,5 % голосов «за» (недобрав всего 16 голосов до необходимых 2/3). Таким образом, Токелау сохранил прежний статус несамоуправляющейся территории под внешним управлением.